# Epigynum graciliflorum
Epigynum graciliflorum är en oleanderväxtart som först beskrevs av Pitard, och fick sitt nu gällande namn av Marcel Pichon. Epigynum graciliflorum ingår i släktet Epigynum och familjen oleanderväxter. Inga underarter finns listade i Catalogue of Life.